# 한계희
한계희(韓繼禧, 1423년 ~ 1482년)는 조선의 문신이자 학자이다. 자는 자순(子順)이며 본관은 청주이다. 한상경의 손자이자 한혜(韓惠)의 3남이다.

## 생애
1441년(세종 23) 진사시, 1447년(세종 29) 문과에 급제하여 승문원정자(承文院正字)와 집현전정자(集賢殿正字)를 차례로 역임했다.
세조가 즉위한 후 왕명으로 세자에게 경학을 가르쳤다. 이후 직제학, 병조참의, 우승지, 좌승지, 인순부윤, 공조참판, 이조참판 등을 지냈다.
1465년(세조 11) 이조판서(吏曹判書)에 발탁되었고, 1467년(세조 13) 중추부사(中樞府事)로 옮겼다.
구성군(龜城君) 이준(李浚)이 도총관(都摠管), 남이가 병조판서(兵曹判書)가 되었을 때, 왕에게 은밀히 "이준은 종실이니 금병(禁兵)을 맡은 것은 마땅치 않고, 남이는 성질이 추악스럽고 사나우니 병권(兵權)을 맡겨서는 안됩니다."라고 하여, 두 사람은 모두 그 날로 파직되었다.
이후 예종이 즉위한 후 남이가 복주되자, 추충정난익대공신(推忠定難翼戴功臣)에 책록되고 서평군(西平君)에 봉해졌다.
1471년(성종 2) 순성명량경제좌리공신(純誠明亮經濟佐理功臣)에 책록되고, 1478년(성종 9) 좌찬성(左贊成)에 제수되었다가, 1482년(성종 13) 병이 위독해지자 다시 서평군에 봉해졌다.
이 해 8월에 향년 60세로 졸했으며, 문정(文靖)이라는 시호를 받았다.

## 같이 보기
- 청주한씨 청연공파 묘역 - 성남시의 향토유적 제9호
- 청주한씨 문정공파 묘역 신도비 - 경기도 문화재자료 제84호